# トラダーテ
トラダーテ（伊: Tradate）は、イタリア共和国ロンバルディア州ヴァレーゼ県にある、人口約1万9000人の基礎自治体（コムーネ）。

## 地理

### 位置・広がり

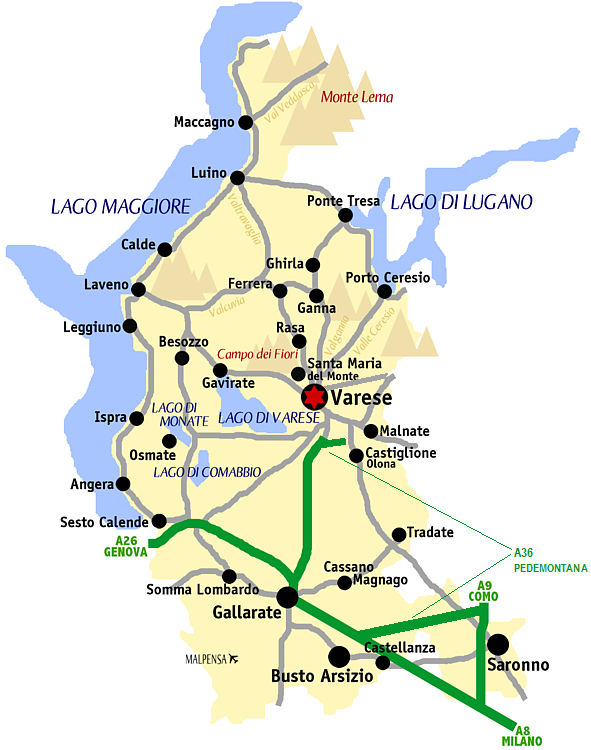
ヴァレーゼ県概略図

#### 隣接コムーネ
隣接するコムーネは以下の通り。括弧内のCOはコモ県所属を示す。
- アッピアーノ・ジェンティーレ (CO)
- カイラーテ
- カルボナーテ (CO)
- カステルヌオーヴォ・ボッツェンテ (CO)
- ロカーテ・ヴァレジーノ (CO)
- ロナーテ・チェッピーノ
- ヴェネゴーノ・インフェリオーレ

### 地震分類
イタリアの地震リスク階級 (it) では、4 に分類される
。

## 人物

### おもな出身者
- エルマンノ・バッツォッキ - 航空機エンジニア、アレーニア・アエルマッキ社CEO